# Азадлыг проспекти (станция метро)
«Азадлыг проспекти» (азерб. Azadlıq prospekti — «Проспект Свободы») — станция второй (Зелёной) линии Бакинского метрополитена, расположенная между станцией «Насими» и  «Дарнагюль» и названная по проспекту Азадлыг.

## Характеристика
Открыта 30 декабря 2009 года. Первая односводчатая станция в истории Бакинского метрополитена. Общая длина составляет 102 метра, глубина заложения — 14 метров. На станции установлены три эскалатора и централизованная система для размещения информации.
Со станции метро «Азадлыг проспекти» имеется четыре выхода, которые ведут на улицу Сулеймана Сани Ахундова и проспект Азадлыг.
При подъезде к станции в вагонах звучит фрагмент из национального танца «Джанги» (азерб. Cəngi).